# Madhav Kumar Nepal
Madhav Kumar Nepal, en népalais माधवकुमार नेपाल, né le 6 mars 1953 à Gaur, est un homme d'État népalais, Premier ministre du 23 mai 2009 au 6 février 2011, il a également été secrétaire général du Parti communiste du Népal (marxiste-léniniste unifié) pendant quinze ans.

## Source
- (en) Cet article est partiellement ou en totalité issu de l’article de Wikipédia en anglais intitulé « Madhav Kumar Nepal » (voir la liste des auteurs).